# Reformierte Kirche Saas im Prättigau

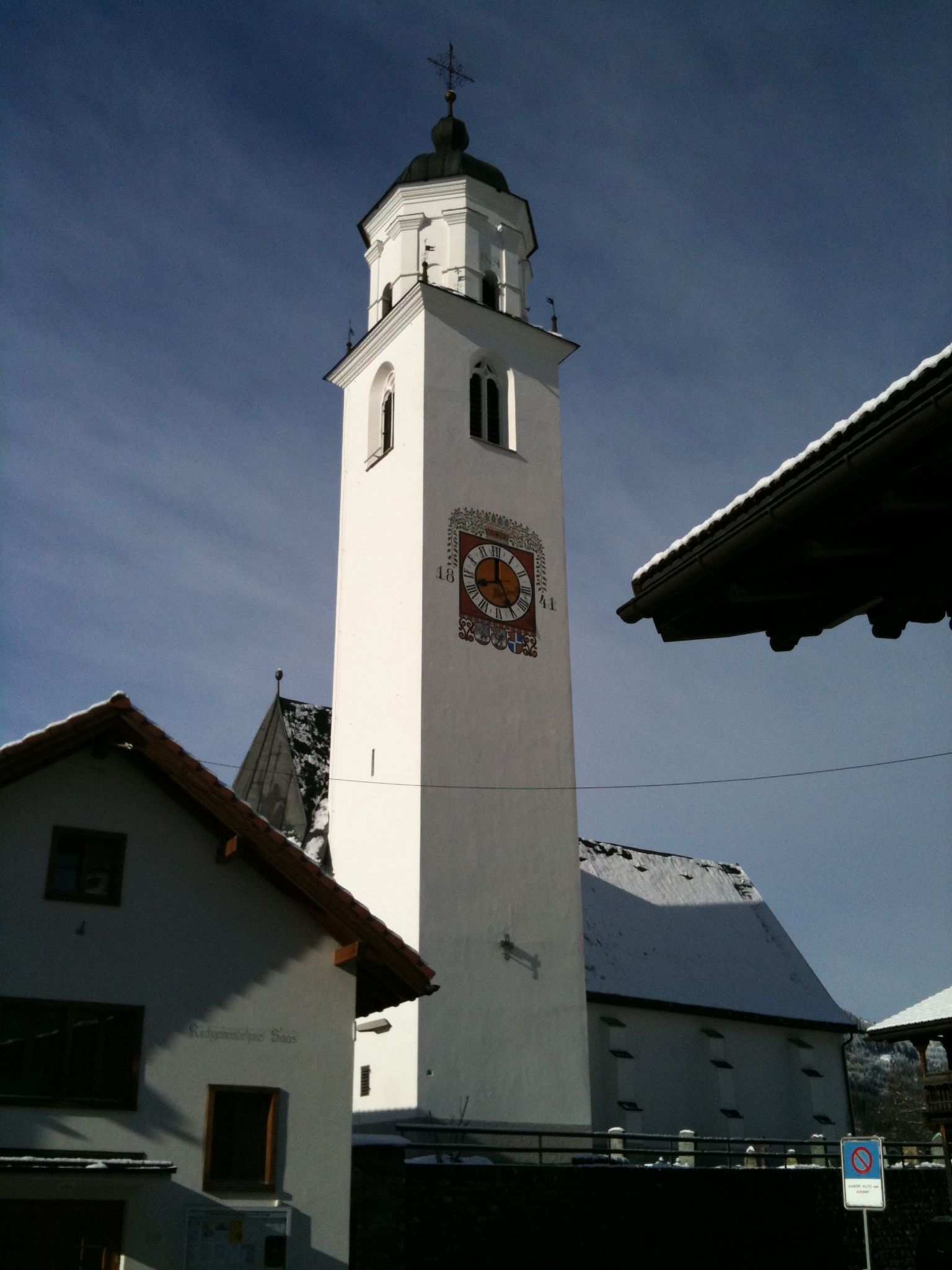
Der dorfbild- und landschaftsprägende Saaser Kirchturm

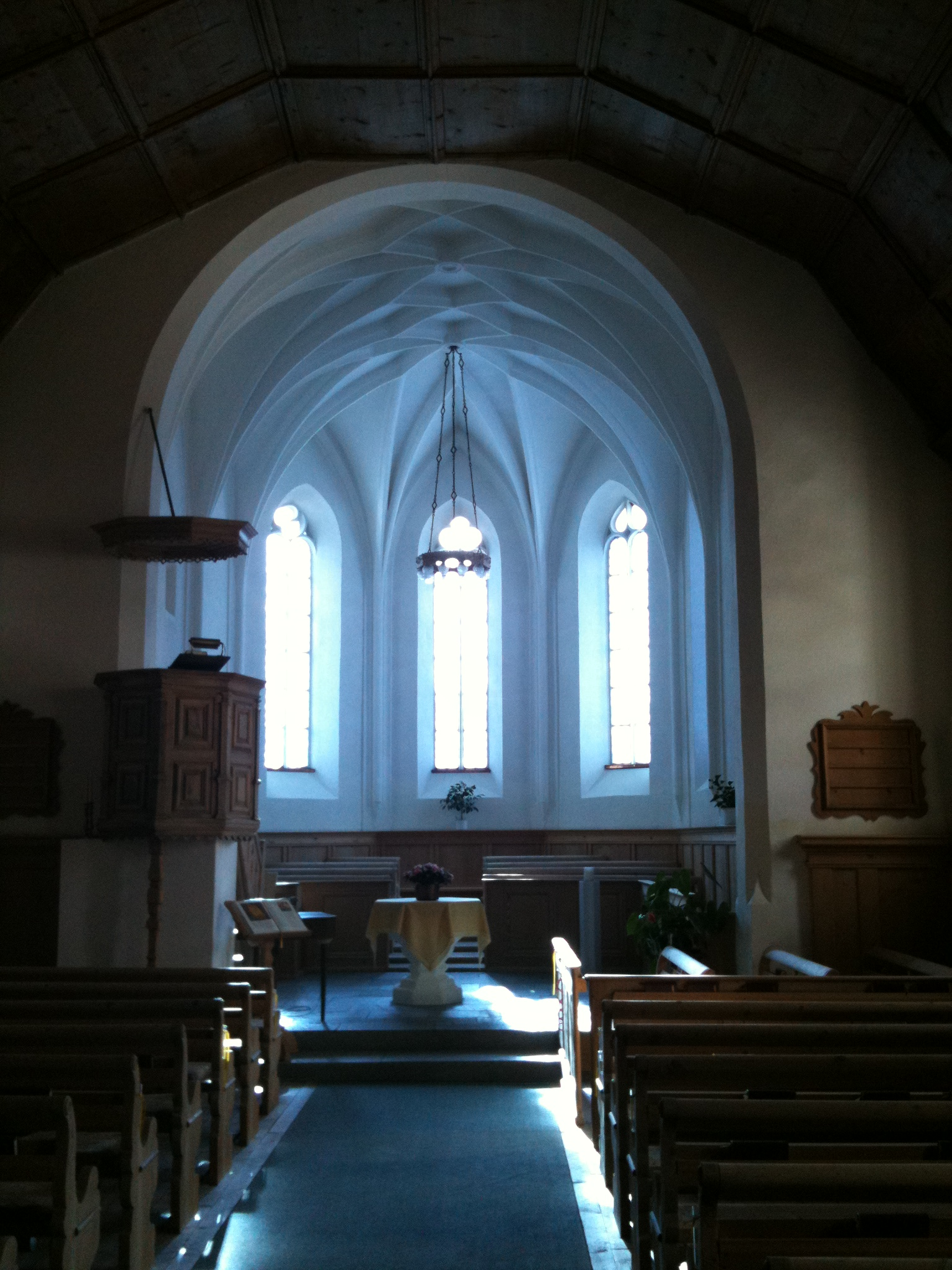
Der Chor im Morgenlicht

Die reformierte Kirche in Saas im Prättigau ist ein evangelisch-reformiertes Gotteshaus unter dem Denkmalschutz des Kantons Graubünden. Letztmals wurde das in der Untergasse gelegene Gebäude 2001 innen einer Restaurierung unterzogen.

## Geschichte und Ausstattung
Ersturkundlich bezeugt ist eine Kirche in Saas 1290 unter dem Patrozinium des Laurentius. Noch vor der Reformation kam es zu Beginn des 16. Jahrhunderts zu einem Neubau. An der Nordseite der Fassade schliesst sich seit dem Brand der Kirche und teilweisem Neubau 1735 der Turm an, der eine für den deutschsprachigen Teil Graubündens untypische Campanile-Form aufweist.

### Innenraum
Der Chor zeigt spätgotischen Stil und wird von einem Netzgewölbe bedeckt. Der oktogonale Taufstein steht gemäss reformierter Tradition zentral und wird etwa auf das Jahr 1500 datiert. Die mit einem Schalldeckel versehene Kanzel geht auf das Wiederaufbaujahr 1735 zurück. Die Orgel ist neueren Datums und wurde 1976 eingebaut.

## Kirchliche Organisation
Saas gehört als eigenständige Kirchgemeinde zur Evangelisch-reformierten Landeskirche Graubünden. Das Kirchgemeinde- und das Pfarrhaus – letzteres ein Walserhaus – liegen östlich an der Kirche an.